# خواجة حصار (مقاطعة فامنين)
خواجة حصار (بالفارسية: خواجه حصار) هي قرية تقع في قسم بيشخور الريفي (مقاطعة فامنين) في إيران. يقدر عدد سكانها بـ 106 نسمة بحسب إحصاء 2016.